# 된장녀
된장녀는 2000년대 중후반 무렵 유행한 유행어로, 허영심(虛榮心) 때문에 자신의 재산이나 소득 수준에 맞지 않는 사치(奢侈)를 일삼는 여성들이 특히, 자신의 경제 활동으로 얻어진 소득이 아닌 다른 사람(이성, 가족 등)에 기대어 의존적 과소비(過消費)를 하는 행태를 비하하는 단어이다.
이 말이 처음 나왔을 때만 해도 의존적 과소비를 하는 일부 여성들을 비판하는 나름 합리성을 갖춘 단어였으나, 이후 의미가 처음의 개념에 머무르지 않고 계속 확대 재생산되어, 된장녀란 단어가 가장 크게 유행한 2000년대 중후반기에는 주로 남성들이 생각하는 모든 부정적인 여성상들을 광범위하게 비하하는 말로 변질되어 쓰이기도 했다.

## 어원
누가 언제 어디서 먼저 사용하게 되었는지 정확한 유래는 알기 어렵다. 그래서 단어의 유래에 대해서도 정설은 없고 여러 설왕설래가 있는데, 젠장이 된장으로 발음되며 된장녀로 불리게 되었다는 설, 똥과 된장도 구분 못하는 무개념이라는 의미에서 된장녀라 불리게 되었다는 설, 그들이 즐겨 들고 다니는 스타벅스 커피의 색깔을 된장국에 빗대어 부른 것이라는 설 등이 있다. 대중적으로 유행한건 2000년대 중반부터지만 단어 자체는 1990년대 야타족, 오렌지족 등의 단어와 함께 신조어로 등장해 일부 커뮤니티에서 쓰이고 있었다.
이 말은 2005년에 수위가 높은 욕설과 악플 이용자들이 많은 디시인사이드의 갤러리에서 다시 조명되기 시작하면서, 사치, 허영적 소비를 즐기는 여성들, 남성에게 과도한 데이트 비용과 명품을 요구하는 여성들을 비난하는 말로 인터넷을 통해 확산되었다. 당시 스타벅스를 매일 이용하는 여성들을 대상으로 한 '왜 스타벅스를 찾는가?'라는 주간지의 인터뷰에서 '미국 문화를 즐기러 온다'는 말을 한 여성의 이야기가 소개된 후, '점심은 분식집에서 3~4천원짜리 된장찌개를 먹으면서 커피는 5천원짜리를 마셔야 되냐'는 식으로 이들의 허영심을 조롱하는 된장녀라는 말이 온라인을 통해 급속히 퍼지기 시작했다.
미국과 서구권에서 사용되는 유행어인 골드 디거(Gold Digger, 황금 사냥꾼)이라는 단어와 의미가 상통한다. 골드 디거는 주로 남성의 경제력, 재력을 보고 접근하는 여성들을 지칭하는 의미로 사용된다.

## 의미의 확장
2005년 경향신문의 주간지 주간경향에 스타벅스 커피 전문점에 빠진 2,30대 여성들에 대한 특집 기사가 실리고 나서부터 확산되기 시작한 이 말은 초기에는 소득 정도를 상회하는 명품이나 사치를 선호하는 여성들에게 국한되어 사용되었는데, 점차 남성에 기대어 자기의 소비욕구를 채우거나 지각 없는 행동을 하는 여성을 가리키는 말로 사용 범위가 확장되었다는 말도 있다. 다만 의존적 과소비를 하는 여성에서 단순 사치녀까지 의미가 확장된 것에서도 알 수 있듯 선후관계가 좀 복잡한 측면은 있다. 확실한건 대중적으로 이 단어가 유행했을 때 의미는 의존적 과소비녀를 뜻하는 것이었고, 그것이 점차 의미가 확장 혹은 변질된 것이다.

## 같이 보기
- 개똥녀
- 마케이누